# Paasbos
Paasbos is een wijk in de Gelderse stad Nijkerk. De naam Paasbos stamt af van een boerderij met dezelfde naam.
De wijk bestaat uit een componistendeel (het zuidelijke gedeelte) en een bomendeel (het noordelijke gedeelte). In de wijk bevindt zich onder meer het winkelcentrum Paasbos, genoemd naar de wijk. In dit winkelcentrum bevindt zich onder meer een Aldi, een bakker, een DA, een snackbar, een kapsalon, een chinees restaurant en een videotheek.
De wijk grenst aan de andere wijken Centrum, Beulekamp, Strijland en Rensselaer. Ten zuiden van de wijk ligt de Barneveldseweg (ofwel (N301) en ten westen ligt de Centraalspoorweg. Aan de oostkant ligt de hoefslag die daarna overgaat in de Bachlaan en de Grieglaan.

## Geschiedenis
Vanaf de jaren '50 werd er in Nijkerk aan de oostzijde van het centrum gebouwd. In die periode vond ook de bouw van de wijk Paasbos plaats. De bouw duurde tot halverwege de jaren '70.
In 2018 komt Paasbos in het nieuws doordat er discussie ontstond of de wijk kampt met verpaupering door onder meer hangjongeren rondom het winkelcentrum. In 2021 nam de gemeente Nijkerk maatregelen, zo werden er onder meer extra lantaarnpalen neergezet, hekken geplaatst en bosjes werden kort geknipt. Tevens werden er mosquito’s geplaatst. De getroffen maatregelen zouden volgens de gemeente hebben gewerkt, gebaseerd op het leefbaarheidsonderzoek uit 2022 waarin de ervaren overlast een stuk gedaald is.
Centrum · Schulpkamp · Rensselaer · Paasbos · Strijland · Beulekamp · Luxool · Hazeveld · Bruins Slotlaan · Corlaer · Groot Corlaer (Boerderijakkers · De Kamers) · De Bogen · De Terrassen · Doornsteeg · Het Spaanse Leger

Bedrijventerreinen:
Arkervaart · Watergoor · Spoorkamp · De Flier